# Hotel, Dulce Hotel

Hotel, Dulce Hotel é o quarto álbum de estúdio do cantor e espanhol Joaquín Sabina lançado em 1987 pelo selo Ariola com a produção de Jesús Gómez e do próprio Sabina. É o primeiro disco depois de quase três anos com o conjunto Viceversa, na qual alguns músicos ainda o acompanham neste disco. O disco traz faixas como "Pacto Entre Caballeros", "Amores Eternos", "Besos de Judas", "Así Estoy Yo Sin Ti" entre outros e foi o primeiro disco de grande sucesso do cantor fora de sua Espanha e a estourar na América Latina.

## Lista de faixas
| N.º | Título                   | Compositor(es)                       | Duração |  |
| 1.  | "Así Estoy Yo Sin Ti"    | Sabina                               | 5:08    |  |
| 2.  | "Pacto entre Caballeros" | Sabina,Javier Batanero,Pancho Varona | 4:07    |  |
| 3.  | "Que Se Llama Soledad"   | Javier Martínez,Sabina               | 4:56    |  |
| 4.  | "Besos de Judas"         | Sabina                               | 4:08    |  |
| 5.  | "Oiga, Doctor"           | Sabina                               | 3:21    |  |
| 6.  | "Amores Eternos"         | Sabina                               | 3:57    |  |
| 7.  | "Mónica"                 | Sabina                               | 4:05    |  |
| 8.  | "Cuernos"                | Javier Batanero,Sabina               | 3:57    |  |
| 9.  | "Hotel, Dulce Hotel"     | Javier Martínez,Sabina,Pancho Varona | 4:25    |  |

## Músicos[1]
- Voz e guitarras: Joaquín Sabina
- Guitarras :Manolo Rodríguez e Pancho Varona.
- Bateria: Paco Beneyto (acústica) e Jesús Gómez (programada).
- Percussões: Tito Duarte.
- Contrabaixo: Javier Martínez.
- Saxofones e clarinete: Andreas Prittwitz.
- Trompete: Pepe Núñez.
- Trombone: Jim Kashisian.
- Vocais: Teresa Carrillo, Javier Martínez, Javier Batanero e Isabel Oliart.
- Teclados: Javier Losada.

## Ficha Técnica[1]
- Produção, engenharia de som e arranjos: Jesús Gómez
- Produção e arranjos: Joaquín Sabina
- Gravado e mixado integramente nos sistemas digitais SONY PCM 3324 en los Estudios Eurosonic de Madrid.
- Ajudante: Luis Villena
- Edição e montagem digital em PCM 1610 nos Estudios Doublewtronics
- Capa: Juan Vida
- Fotografias: Bernardo Pérez